# Ust-Yansky (huyện)
Huyện Ust-Yansky (tiếng Nga: ? райо́н) là một huyện hành chính tự quản (raion), của Cộng hòa Sakha, Nga. Huyện có diện tích 157498 kilômét vuông, dân số thời điểm ngày 1 tháng 1 năm 2000 là 22500 người. Trung tâm của huyện đóng ở Deputatsky.